# Burgerveen
Burgerveen è un piccolo villaggio dei Paesi Bassi situato nell'Olanda settentrionale. Fa parte della municipalità di Haarlemmermeer e si trova a circa 7 km a sud rispetto Hoofddorp.